# Список умерших в 810 году

## Февраль
- 17 февраля — Павел III Младший, епископ Неаполя (799—810), католический святой.

## Июнь
- 6 июня — Ротруда, старшая дочь Карла Великого и Хильдегарды из Винцгау.

## Июль
- 8 июля — Пипин, король Италии (781—810) из династии Каролингов.

## Дата смерти неизвестна или требует уточнения
- Альбурга из Уилтона, принцесса из Уэссекса, настоятельница монастыря Уилтонского монастыря около Солсбери, святая Католической церкви.
- Войномир, первый правитель Паннонской Хорватии (791—810).
- Гизела, старшая дочь Пипина Короткого и Бертрады Лаонской, сестра Карла Великого и Карломана.
- Гудфред, правитель Дании (800/804—810).
- Марцелл Амбрёнский, первый архиепископ Амбрёна (771—810), местночтимый святой Амбрёнской архиепархии Римско-католической церкви.
- Нордалах, правитель Фризии (793—810).
- Тисонг Децэн, 38-й цэнпо (царь) Тибета (755—797).
- Чжоу Фан, китайский художник периода Тан.
- Эохайд мак Фиахнай, король Дал Фиатах (789—810) и король всего Ульстера (790—810).
- Эрдвульф, король Нортумбрии (796—806 и 808—810?).